# Benedikt Höwedes
Benedikt Höwedes (Haltern, Njemačka, 29. veljače 1988.) umirovljeni je njemački nogometaš i nacionalni reprezentativac.

## Karijera

### Klupska karijera
Höwedes je nogomet počeo igrati u lokalnom klubu TuS Haltern 1994. godine. Članom Schalkeove mlade momčadi postaje 2001. dok je 2003. postao kapetan Schalkeovog do 19 sastava.
U siječnju 2007. Höwedes potpisuje prvi profesionalni ugovor za Schalke 04 u trajanju od tri godine. Igrač je do srpnja iste godine zadržan u omladinskom sastavu nakon čega je prebačen seniorima. Prvu profesionalnu utakmicu ostvario je 3. listopada 2007. u Ligi prvaka.
10. prosinca 2008. Benedikt Höwedes produžuje ugovor s klubom do 30. lipnja 2014.
U kolovozu 2017. godine je njemački reprezentativac nakon deset godina napustio Schalke 04 i posuđen talijanskom Juventusu.

### Reprezentativna karijera
Kao član njemačke do 19 reprezentacije, Höwedes je 2007. igrao u polufinalu europskog do 19 prvenstva dok je 2009. s U21 reprezentacijom osvojio europski naslov.
Za seniorsku reprezentaciju igrač je debitirao 29. svibnja 2011. u prijateljskoj utakmici protiv Urugvaja. 7. lipnja 2011. Höwedes je odigrao prvu službenu utakmicu za Njemačku u kvalifikacijama za EURO 2012. protiv Azerbajdžana. Elf je tu utakmicu dobio s 3:1 a Benedikt je asistirao za prvi gol koji je zabio Mesut Özil.
U svibnju 2012. njemački izbornik Joachim Löw uveo je igrača na popis reprezentativaca za predstojeće Europsko prvenstvo u Ukrajini i Poljskoj.
S Elfom je 2014. godine postao svjetski prvak osvojivši Svjetsko prvenstvo koje se održavalo u Brazilu.
Njemački nogometni izbornik objavio je u svibnju 2016. popis za nastup na Europsko prvenstvo u Francuskoj, na kojem se nalazio Höwedes.

## Osvojeni trofeji

### Klupski trofeji
| Klub             | Trofej            | Godina   |
| Njemačka         | Njemačka          | Njemačka |
| ---------------- | ----------------- | -------- |
| Schalke 04       | Bundesliga        | 2011.    |
| Schalke 04       | Njemački Superkup | 2011.    |
| Lokomotiv Moskva | Kup Rusije        | 2019.    |
| Lokomotiv Moskva | Superkup Rusije   | 2019.    |

### Reprezentativni trofeji
| Turnir             | Trofej   | Godina   |
| Njemačka           | Njemačka | Njemačka |
| ------------------ | -------- | -------- |
| EURO U21           | Zlato    | 2009.    |
| Svjetsko prvenstvo | Zlato    | 2014.    |

## Vanjske poveznice
- Profil igrača na Transfermarkt.de  Arhivirana inačica izvorne stranice od 6. ožujka 2010. (Wayback Machine)
- Profil igrača na Fussballdaten.de
- Profil igrača na web stranicama Njemačkog nogometnog saveza